# مشهدی حسین
مشهدی حسین (سلسله)، روستایی از توابع دهستان هنام بخش مرکزی شهرستان سلسله در استان لرستان ایران است، ساکنین از تیره نورالهی و خسروی، طایفه حسنوند می باشند.

## جمعیت
این روستا در دهستان هنام قرار دارد و براساس سرشماری مرکز آمار ایران در سال ۱۳۸۵، جمعیت آن ۳۵ نفر (۷خانوار) بوده‌است.